# Wannabe
Pour l’article homonyme, voir Wannabe (chanson de Hyoyeon).
Singles de Spice Girls
Say You'll Be There
(1996)
Wannabe est le premier single du groupe Spice Girls, extrait de son premier album Spice, sorti le 8 juillet 1996 au Royaume-Uni. Le titre est écrit par Les Spice Girls, ainsi que Richard Stannard et Matt Rowe. Le morceau est une musique pop, qui parle d’amitié entre une femme et un homme, évoluant en amour, tout en affirmant le désir féminin,,,,.
La chanson provoque un véritable raz-de-marée, déclenchant alors la « Spice Mania », un phénomène de société mondial, équivalent à celui de la « Beatlemania »,,,,. Elle est créditée mondialement comme le single qui a changé le paysage de la musique pop du milieu des années 1990, tout en renouvelant la musique dite de genre Pop-Teenage,,. Elle est également considérée comme un classique de la musique pop moderne,,, mais aussi comme un hymne féministe iconique mondial,,,,.
Le titre devient alors le single le plus vendu de l'histoire de la musique par un groupe féminin,,,,,,. Au total, Wannabe sera numéro un dans plus de trente sept pays et se vendra à 7 millions d'exemplaires dans le monde,,.
En 2015, Billboard a inclus la vidéo de Wannabe dans sa liste des dix meilleures vidéos de groupe féminin les plus emblématiques de tous les temps.

## Historique
Dès 1994, les cinq Britanniques se croisent et font connaissance durant différentes auditions pour des films et comédies musicales (Cats, Tank Girl, etc.)[réf. nécessaire], jusqu'à la publication en 1994 d'une annonce dans le journal The Stage, au sujet d'une audition pour former un groupe féminin. Le groupe, d'abord appelé Touch, est formé en mars 1994 à la suite d'une audition par petite annonce dans le journal The Stage. Environ 400 candidates sont auditionnées.
Parmi elles sont retenues : Victoria Adams (qui deviendra après son mariage Victoria Beckham), Melanie Brown, Melanie Chisholm, Geri Halliwell et Michelle Stephenson. Les cinq jeunes femmes vont suivre des cours de chant et de danse, en vue d'enregistrer un premier disque. Au bout de quelques mois seulement, Michelle Stephenson quitte le groupe. En effet, sa mère étant atteinte d'une maladie grave, elle préfère retourner à ses études pour pouvoir se consacrer à elle. Après son départ, leur professeur de chant, Pepi Lemer, leur présente l'une de ses élèves, Emma Bunton, qui devient immédiatement sa remplaçante.
Pour faciliter le travail et cultiver une dynamique de groupe, les filles emménagent dans la même maison, où elles vivront et répèteront ensemble plusieurs mois durant. Le groupe change bientôt de nom pour se baptiser Spice puis Spice Girls (un rappeur américain portant déjà le nom Spice à l'époque). 
Mécontentes de la direction prise par leur premier manager (port de vêtements identiques, chansons à l'eau-de-rose...), les Spice Girls décident de se passer des services de Chris Herbert, et d'en trouver un nouveau : il s'agit de Simon Fuller, ancien manager d'Annie Lennox:30. Avec son aide et après avoir frappé à la porte de plusieurs maisons de disques, elles décrochent un contrat chez Virgin. En 1995, commence donc l'enregistrement de leur premier album, Spice.
En juillet 1996, après avoir fait une première tournée des clubs au Royaume-Uni, les Spice Girls sortent leur premier single, Wannabe, contre la volonté de leur maison de disques. En effet, Virgin Records souhaitait privilégier la chanson Love Thing comme premier single mais finit par céder.

## Structure
Wannabe parle d’amitié entre une femme et un homme, qui évolue en amour, tout en affirmant le désir féminin. Le titre est une musique pop aux influences hip-hop/rap, débutant par le rire de Mel B, suivies de quelques notes de piano. Le premier couplet est une question-réponse entre Mel B et Geri, comprenant les mots répétés : tell, really et I wanna,. Quant au refrain, il débute par : « If you wanna be my lover/You gotta get with my friends », tout en y ajoutant le terme « zigazig-ha ».

## Performance commerciale
La chanson provoque un véritable raz-de-marée. Elle se hisse directement à la troisième place des charts britanniques, pour ensuite prendre la tête du classement huit semaines d'affilée. Elle reste sept semaines n°1, ce qui en fait le single le plus vendu au Royaume-Uni par un groupe féminin. La chanson se classe également à la 1re place de 37 pays dont : l’Autriche, la Belgique, le Danemark, la France, la Finlande, l’Allemagne, l’Irlande, Israël, les Pays-Bas, la Nouvelle-Zélande, la Norvège, l’Écosse, l’Espagne, La Suède, la Suisse et aux États-Unis, pour ne citer qu’eux,,,,,,.
Le titre devient alors le single le plus vendu de l'histoire de la musique par un groupe féminin,,,,,,. Au total, Wannabe sera numéro un dans plus de trente sept pays et se vendra à 7 millions d'exemplaires dans le monde,,.

## Clip vidéo
Le vidéoclip qui accompagne la chanson, est réalisé par Johan Camitz. Il montre les cinq chanteuses en un seul plan, entrant dans St. Pancras Renaissance London Hotel (en), chantant, dansant et mettant le trouble partout sur leur passage,. Le vidéoclip a tellement eu du succès au Royaume-Uni, que l'émission britannique The Box reçoit des coups de fil par milliers réclamant sa diffusion,. 
Le vidéoclip remporte un MTV Video Music Award de la meilleure vidéo dance lors de MTV Video Music Awards en 1997 et le prix de meilleure vidéo lors des Comet Media Awards,. Il obtient également une nomination pour la meilleure vidéo lors des Brit Awards en 1997  et est classé à la 4e place des meilleures vidéos de tous les temps par Channel 4. En 2015, Billboard a inclus la vidéo de Wannabe dans sa liste des dix meilleures vidéos de groupe féminin les plus emblématiques de tous les temps.

## Impact et héritage culturel
Étant le premier single des Spice Girls, Wannabe a été crédité comme celui qui a  catapulté le groupe à la célébrité mondiale, déclenchant alors la « Spice Mania », un véritable phénomène de société mondial, équivalent à celui de la « Beatlemania »,,,.
« Wannabe » est également crédité mondialement comme le single qui a changé le paysage de la musique pop du milieu des années 1990, tout en renouvelant la musique dite de genre Pop-Teenage,,.
Au niveau mondial, la chanson est considérée comme un classique de la musique pop moderne,,,,.
Wannabe est également un hymne féministe iconique mondial,,,,. En 2015, Billboard a inclus la vidéo de Wannabe dans sa liste des dix meilleures vidéos de groupe féminin les plus emblématiques de tous les temps.
La chanson est présente dans le film Small Soldiers (1998) de Joe Dante.
Aujourd'hui, cette chanson est reprise pour illustrer les tergiversations anglaises lors du Brexit

## Liste des pistes
| - CD single au Royaume-Uni, en Australie, au Brézil, en Europe et au Japon 1. Wannabe (Radio Edit) – 2:52 2. Bumper to Bumper – 3:43 3. Wannabe (Vocal Slam) – 6:20 - CD single au Royaume-Uni 2 1. Wannabe (Radio Edit) – 2:52 2. Wannabe (Dave Way Alternative Mix) – 3:27 3. Wannabe (Dub Slam) – 6:25 4. Wannabe (Instrumental) – 2:52 - CD single en Europe 2 et aux États-Unis 1. Wannabe (Single Edit) – 2:52 2. Bumper to Bumper – 3:43 - Cassette single au Royaume-Uni et en Australie 1. Wannabe (Radio Edit) – 2:52 2. Bumper to Bumper – 3:43 3. Wannabe (Vocal Slam) – 6:20 | - Europe 12" Vinyl Single 1. A1 Wannabe (Vocal Slam) – 6:20 2. B1 Wannabe (Dub Slam) – 6:25 3. B2 Wannabe (Instrumental Slam) – 6:20 - 12" maxi single aux États-Unis 1. A1: Wannabe (Junior Vasquez 12" Club Mix) – 9:20 2. A2: Wannabe (Vocal Slam) – 6:20 3. B1: Wannabe (Junior Vasquez Club Dub) – 9:20 4. B2: Wannabe (Dub Slam) – 6:25 5. B3: Wannabe (Single Edit) – 2:52 - Digital EP 1. Wannabe (Radio Edit) – 2:54 2. Bumper to Bumper – 3:42 3. Wannabe (Motiv 8 Dubslam Mix) – 6:25 4. Wannabe (Motiv 8 Vocal Slam Mix) – 6:21 5. Wannabe (Dave Way Alternative Mix) – 3:25 6. Wannabe (Instrumental) – 2:52 |

## Classement hebdomadaire
| Classement (1996–1997)                  | Meilleure position |
| --------------------------------------- | ------------------ |
| Australie (ARIA)                        | 1                  |
| Autriche (Ö3 Austria Top 40)            | 2                  |
| Belgique (Flandre Ultratop 50 Singles)  | 1                  |
| Belgique (Wallonie Ultratop 50 Singles) | 1                  |
| Canada (Top Singles)                    | 9                  |
| Canada (Dance/Urban)                    | 1                  |
| Danemark (Tracklisten)                  | 1                  |
| Europe (European Hot 100 Singles)       | 1                  |
| Finlande (Suomen virallinen lista)      | 1                  |
| France (SNEP)                           | 1                  |
| Allemagne (Media Control AG)            | 1                  |
| Hong Kong (IFPI Hong Kong Group)        | 1                  |
| Islande (Íslenski Listinn Topp 40)      | 9                  |
| Irlande (IFPI Ireland)                  | 1                  |
| Israël (IFPI)                           | 1                  |
| Italie (FIMI)                           | 3                  |
| Japon                                   | 50                 |
| Pays-Bas (Single Top 100)               | 1                  |
| Nouvelle-Zélande (RMNZ)                 | 1                  |
| Norvège (VG-lista)                      | 1                  |
| Écosse (OCC)                            | 1                  |
| Espagne (AFYVE)                         | 1                  |
| Suède (Sverigetopplistan)               | 1                  |
| Suisse (Schweizer Hitparade)            | 1                  |
| Royaume-Uni (UK Singles Chart)          | 1                  |
| États-Unis (Hot 100)                    | 1                  |
| États-Unis (Adult Pop Songs)            | 27                 |
| États-Unis (Latin Pop Airplay)          | 9                  |
| États-Unis (Pop Airplay)                | 4                  |
| États-Unis (Rhythmic Songs)             | 1                  |
| Classement (2008)                       | Meilleure position |
| États-Unis (Dance Club Songs)           | 15                 |
| Classement (2012)                       | Meilleure position |
| Japon (Hot 100)                         | 73                 |

## Certification
| Région                                                                                                 | Certification | Ventes/Streams |  |
| --- | ------------- | -------------- |  |
| France (SNEP)                                                                                          | Diamant       |                |  |
| États-Unis (RIAA)                                                                                      | Platine       | 1 000 000      |  |
| *Ventes selon la certification ^Mise en rayon selon la certification xNon précisé par la certification |               |                |  |